# Wolfgang Schwenke (Handballspieler)
Wolfgang Schwenke (* 27. März 1968 in Flensburg) ist ein deutscher Fußballfunktionär und ehemaliger Handballspieler und Handballtrainer. Seit 2009 ist er Geschäftsführer bei Holstein Kiel.

## Karriere
Wolfgang Schwenke begann seine Karriere beim VfL Bad Schwartau. 1987 wechselte er zum Erstligisten THW Kiel, mit dem er 1994, 1995, 1998, 1999 und 2000 Deutscher Meister wurde und 1998, 1999 und 2000 den DHB-Pokal sowie 1998 den EHF-Pokal gewann. In Kiel blieb er – von einer kurzen Unterbrechung abgesehen – bis 2001. Parallel dazu absolvierte er eine Ausbildung zum Physiotherapeuten und das Studium der Betriebswirtschaftslehre an der Fachhochschule Kiel. Nach dem Ende seiner Spielerkarriere 2001 ging er nebenberuflich als Trainer zum Zweitligisten TSV Altenholz. In der Saison 2008/09 trainierte er den Bundesligisten Rhein-Neckar Löwen und führte diesen auf Platz 3 der Bundesliga und ins Halbfinale der Champions League.
Für Deutschland bestritt der auf Rückraum links spielende Schwenke 53 Länderspiele, in denen er 96 Tore warf. 1992 nahm er mit der DHB-Auswahl an den Olympischen Spielen in Barcelona teil.
Zum 1. August 2009 wechselte Schwenke zum Fußball und übernahm als Geschäftsführer die Verantwortung und personelle Leitung der Geschäftsstelle, des technischen Spielbetriebes sowie der Marketing- und Vertriebsabteilung von Holstein Kiel.

## Privates
Der Diplom-Betriebswirt ist mit Karen Schwenke (geb. Oßowski) verheiratet und hat zwei Kinder.

## Erfolge
- Deutscher Meister 1994, 1995, 1998, 1999 und 2000
- Deutscher Pokalsieger 1998, 1999 und 2000
- EHF-Pokalsieger 1998
- Champions-League-Finalist 2000
- Supercup-Sieger 1998
- 4. Platz bei der Handball-Weltmeisterschaft 1995

## Bundesligabilanz
| Saison    | Verein            | Spielklasse | Spiele | Tore | 7-Meter | Feldtore |
| --------- | ----------------- | ----------- | ------ | ---- | ------- | -------- |
| 1987/88   | THW Kiel          | Bundesliga  | 15     | 14   | 0       | 14       |
| 1988/89   | THW Kiel          | Bundesliga  | 15     | 37   | 1       | 36       |
| 1989/90   | THW Kiel          | Bundesliga  | 20     | 59   | 0       | 59       |
| 1990/91   | THW Kiel          | Bundesliga  | 26     | 109  | 21      | 88       |
| 1991/92   | THW Kiel          | Bundesliga  | 26     | 118  | 36      | 82       |
| 1992/93   | THW Kiel          | Bundesliga  | 34     | 132  | 61      | 71       |
| 1993/94   | THW Kiel          | Bundesliga  | 34     | 53   | 0       | 53       |
| 1994/95   | THW Kiel          | Bundesliga  | 23     | 142  | 45      | 97       |
| 1995/96   | VFL Bad Schwartau | Bundesliga  | 19     | 100  | 27      | 73       |
| 1996/97   | THW Kiel          | Bundesliga  | 28     | 77   | 9       | 68       |
| 1997/98   | THW Kiel          | Bundesliga  | 25     | 61   | 27      | 34       |
| 1998/99   | THW Kiel          | Bundesliga  | 30     | 35   | 2       | 33       |
| 1999/2000 | THW Kiel          | Bundesliga  | 31     | 22   | 0       | 22       |
| 2000/01   | THW Kiel          | Bundesliga  | 36     | 17   | 1       | 16       |
| 1987–2001 | gesamt            | Bundesliga  | 362    | 976  | 230     | 746      |